# Martin Schalling
Martin Schalling, född 21 april 1532 i Strassburg, död 29 december 1608 i Nürnberg, var en protestantisk präst, teolog och psalmförfattare.
Schalling var kyrkoherde i Nürnberg, och son till Martin Schalling den äldre (död 1552). 
Han finns representerad i de svenska psalmböckerna från 1695 års till Den svenska psalmboken 1986 med sin tyska originaltexten Herzlich lieb hab ich dich, o Herr översatt till svenska Av hjärtat håller jag dig kär. Översättningen gjordes av Haquinus Magni Ausius 1641.

## Psalmer
- Av hjärtat håller jag dig kär (1695 nr 290, 1986 nr 239) skriven 1569.